# Short track na Zimowych Igrzyskach Azjatyckich 1990
Short track na Zimowych Igrzyskach Azjatyckich 1990 rozegrany został w japońskim mieście Sapporo. Zarówno kobiety, jak i mężczyźni, rywalizowali w pięciu konkurencjach.
Short track w programie tych zawodów pojawił się drugi raz, po raz pierwszy rozegrano zaś biegi sztafetowe.

## Klasyfikacja medalowa
| Klasyfikacja medalowa | Klasyfikacja medalowa | Klasyfikacja medalowa | Klasyfikacja medalowa | Klasyfikacja medalowa | Klasyfikacja medalowa |
| Miejsce               | Reprezentacja         | Złoto                 | Srebro                | Brąz                  | Razem                 |
| --------------------- | --------------------- | --------------------- | --------------------- | --------------------- | --------------------- |
| 1                     | Chiny                 | 5                     | 2                     | 4                     | 11                    |
| 2                     | Korea Południowa      | 4                     | 5                     | 2                     | 11                    |
| 3                     | Japonia               | 1                     | 2                     | 3                     | 6                     |
| 4                     | Korea Północna        | 0                     | 1                     | 1                     | 2                     |
| Razem                 | Razem                 | 10                    | 10                    | 10                    | 30                    |

## Medaliści
| Konkurencja          | 1. miejsce       | 2. miejsce       | 3. miejsce      |
| -------------------- | ---------------- | ---------------- | --------------- |
| Mężczyźni            |                  |                  |                 |
| 500 metrów           | Wang Qiang       | Kim Ki-hoon      | Wang Quanjun    |
| 1000 metrów          | Kim Ki-hoon      | Ri Won-ho        | Kwon Young-chul |
| 1500 metrów          | Kim Ki-hoon      | Lee Joon-ho      | Kenichi Sugio   |
| 3000 metrów          | Syuji Kawai      | Lee Joon-ho      | Jun Uematsu     |
| Sztafeta 5000 metrów | Korea Południowa | Japonia          | Chiny           |
| Kobiety              |                  |                  |                 |
| 500 metrów           | Wang Xiulan      | Zhang Yanmei     | Zheng Chunyang  |
| 1000 metrów          | Wang Xiulan      | Lee Hyun-jung    | Chun Lee-kyung  |
| 1500 metrów          | Kim So-hee       | Zhang Yanmei     | Li Yan          |
| 3000 metrów          | Zhang Yanmei     | Keiko Asai       | Ri Gyong-hui    |
| Sztafeta 3000 metrów | Chiny            | Korea Południowa | Japonia         |